# Charlotte (São Vicente e Granadinas)
Charlotte é uma paróquia de São Vicente e Granadinas localizada na ilha de São Vicente. Sua capital é a cidade de Georgetown. A população da paróquia estimada para 2000 era de 38.000 habitantes.